# Neurastènia
La neurastènia, en psiquiatria, és la neurosi caracteritzada per un cansament inexplicable que apareix després de fer un esforç intel·lectual. També hi ha la queixa d'una sensació de debilitat i esgotament corporal i físic després d'esforços mínims. Pot cursar amb tristesa, abatiment, cansament, temor, pèrdua de memòria, insomni, irritabilitat, mal de cap, i altres símptomes.
El diagnòstic, segons la CIM (Classificació Internacional de Malalties), ha de constar de més de dos dels següents símptomes:
1. Sensació de dolor i molèsties musculars
2. Mareigs
3. Cefalees de tensió
4. Trastorns del somni
5. Incapacitat per relaxar-se
6. Irritabilitat
7. Dispèpsia